# Francisco Javier Guerrero Benítez
Francisco Javier Guerrero Benítez (El Pedroso, Sevilla, 16 de noviembre de 1956-Sevilla, 11 de octubre de 2020) fue director general de Trabajo y Seguridad Social de la Consejería de Empleo de la Junta de Andalucía, entre 1999 y 2008. Fue condenado a penas de cárcel por el escándalo de los ERES de la Junta de Andalucía.

## Biografía
Francisco Javier Guerrero Benítez nació en la localidad sevillana de El Pedroso en 1956. Militante del PSOE, estuvo vinculado a otros importantes políticos socialistas, como su paisano José Antonio Viera. Ocupó la dirección general de Trabajo y Seguridad Social desde el 26 de septiembre de 1999 hasta el 2 de abril de 2008, fecha en la que fue cesado de su cargo.

## Trama de los ERE
El escándalo de los ERE es un caso de corrupción política vinculado a la Junta de Andalucía, gobernada por el PSOE desde los años ochenta. Su origen radica en la investigación del caso de extorsión en Mercasevilla, en el que se descubrió la incursión en un ERE de esta empresa de un militante del PSOE-A, cuando este nunca había trabajado para ella. Posteriormente salieron a la luz situaciones similares, así como falsas prejubilaciones, que acabaron por conformar y dar nombre a la trama de los ERE.
Actualmente, la investigación del caso recae en el juzgado número 6 de Sevilla, dirigido por la juez Mercedes Alaya y por el Tribunal de Cuentas del Estado. Mercedes Alaya deja el Juzgado de Instrucción 6 de Sevilla tras conseguir una plaza en la Audiencia y la sucede María Núñez Bolaños. Hasta el momento, se han detectado prejubilaciones irregulares por unos 12.3 millones de euros; subvenciones a empresas que no presentaban EREs o incluso a personas que nunca habían constituido una empresa por valor de 73.8 millones de euros; y comisiones desmesuradas a consultorías, bufetes o aseguradoras por aproximadamente sesenta millones.

## Vinculación con la trama
Francisco Javier Guerrero Benítez fue imputado por la juez instructora del caso con motivo de la concesión de ayudas ilegales a diversos trabajadores y por incluir a los mismos en empresas en las que nunca trabajaron, así como por repartir arbitrariamente y sin control alguno ayudas millonarias a empresas en crisis de forma indiscriminada. Cabe mencionar que entre los favorecidos por las ayudas concedidas figuran amigos y vecinos, su suegra y militantes del PSOE, además de algunos sindicalistas.
Guerrero, que adquirió un considerable poder dentro de la Administración autonómica, pudo conceder en un solo día subvenciones públicas por valor de 1.3 millones de euros a su propio chófer, Juan Francisco Trujillo. Éste declaró que dicho dinero, o al menos una parte del mismo, era destinado a pagar "cocaína, fiestas y copas" del exdirector de Trabajo.
Guerrero destinó unos 65 millones del total del fondo de reptiles (647) a veintiún expedientes de subvenciones directas, según la información proporcionada por la agencia IDEA, que pagaba las ayudas. Estas concesiones millonarias eran repartidas sin control alguno y llegaron a diversos ayuntamientos, principalmente de Sevilla. Debido a esto, fue expulsado del PSOE en el año 2011, antes de que se le condenase.

## Condena y prisión
Guerrero Benítez fue condenado en el denominado "procedimiento específico de los ERE" a siete años, once meses y un día de prisión por un delito de prevaricación en concurso medial con otro de malversación. Fue uno de los diecinueve ex altos cargos del Gobierno de la Junta de Andalucía que recibieron una condena mayor.
Permaneció en prisión en dos ocasionesː del 9 de marzo al 22 de octubre de 2012 ingresó sin fianza decretada por la juez Alaya. Y del 22 de marzo al 5 de junio de 2013, regresó a prisión.

## Fallecimiento
A las seis de la mañana del 11 de octubre de 2020, comenzó a sentirse mal debido a problemas respiratorios. Falleció poco después en su domicilio de la capital hispalense, a causa de un ataque al corazón.